# Энсапа Лобсан Дондуп, Панчен-лама III
Энсапа Лобсан Дондуп (тиб. དབེན་ས་པ་བློ་བཟང་དོན་གྲུབ་, 1505—1566) — тибетский буддийский религиозный подвижник, посмертно признанный третьим Панчен-ламой.
Энсапа Лобсан Дондуп родился в 1505 году в месте под названием Энса (Wensa) в Лхокхе (Lhaku) в провинции Цанг. Его отца звали Сонам Дордже, мать —  Пэл Дзомкьи. Его имя в детстве было Гомпо Кьяб. Он происходил из того же рода, что и Второй Панчен-лама, Сонам Чокланг. Когда он был маленьким ещё мальчиком, у него многократно возникали видения Будды Шакьямуни. Согласно традиционным источникам, Энсапа  обладал также даром ясновидения и мог предсказать, что гости собираются навестить его семью даже, когда они ещё были в дороге во многих днях езды от цели путешествия.
Энсапа встретил своего первого учителя, Дже Кьябчок Пэлсанга, настоятеля монастыря Энса, когда был ещё очень юн. Считается, что Энсапа был исключительно способным учеником, быстро перегнавшим по знаниям и глубине понимания всех своих сверстников. Кроме того, согласно преданию, Энсапа обладал огромной, спонтанной и естественной верой в учение Цонкапы Лобзанга Дракпа (1357—1419) и молился, дабы иметь возможность воплощать его сущность. Для достижения этой цели он в одиннадцать лет принял рукоположение в качестве начинающего монаха в монастыре Чокор Удинг. Дракпа Дондуп  из Лхаритзе служил настоятелем этого монастыря, а Цултрим Ринченпа был наставником Энсапы. Ему было дано имя Лобсан Дондуп.
Вскоре после этого Лобсан Дондуп отправился в монастырь Дрепунг (Дэпун), где изучал «Ламрим» и другие философские тексты. Там он получил наставления по высшим тантрическим практикам йоги, в частности от Лхарипа Дракпа Дондруба. Энсапа мог прочесть наизусть всё «Совершенствование мудрости в восемь тысяч строф», одну из частей Праджняпарамиты, как на тибетском, так и на санскрите. Его сотоварищи-монахи, которые никогда не слышали разговорный санскрит, думали, что он был одержим духами. Когда ему было семнадцать лет во время эпидемии оспы в Лхасе, он заболел этой опасной болезнью, но остался жив. Позднее он стал учеником сиддха Чокьи Дордже (Chokyi Dorje) (1457—?) и получил от него подробные наставления по устной традиции Цонкапы, заняв его место держателя линии[неизвестный термин] устной традиции Гандена. Чокьи Дордже передал устное предание линии Цонкапы из Ганден Махамудры, которое Цонкапа, как говорят, получил от самого Манджушри, вместе с основным текстом Трулпай Легбам Ченмо. От Чокьи Доржe Гьялцена Энсапа получил наставления передачи и разрешение для Нарнтаг Гьяца и наставления по медитации Атиша, Гухьясамаджи, среди других тантрических учений.
Чокьи Дордже пригласил его присоединиться к нему в отшельническое убежище Гармо Чо Дзонг в Таши Дзонге, к западу от Шигадзе. Энсапа отправился в Гармо Чо Дзонг после того, как вылечился от оспы, и там Чокьи Дордже полностью передал ему устные традиции Ламрим и Ганден. Позднее оттуда Энсапа отправился для медитации в пещеру, известную как Пема Чан (или Пема O), где он занимался осмыслением этих и других учений, переданными ему Чокьи Дордже. Там он жил в стиле индийского сиддха, покрывая своё тело пеплом и сидя в «семиконечной» позе в течение нескольких дней подряд. Ходили слухи, что там он в то время также участвовал в сексуальной йоге с супругой. Также, в возрасте двадцати лет, он практиковал Гухьясамаджа в ретрите Гиедва Гьюнг (Gyelwa Gyung) в Drakgyawo.
Энсапа дал своё первое учение Дхармы в ретрите Пема O, и с тех пор преподавал по всей земле, проживая в различных монастырях Гелуг в Цанге и У, включая монастырь Дрепунг, где в возрасте тридцати трёх лет он принял полные обеты от Гендюна Гьяцо (1476—1542), который после смерти был признан вторым Далай-ламой. В Ташилунпо в Шигадзе он встретился c Лекпа Дондрубом, с которым вёл сотрудничество. В монастыре Сэра он получил дополнительные наставления и посвящения от Гендуна Гьяцо. Вернувшись в Цанг, он учился у Панчен-Джангчуб Лодро, Нгари Лочен Намгьел и Лекпай Лодро.
Энсапа Лобсан Дондуп был современником Далай-ламы III, но насколько известно, между Далай-ламой III и третьим Панчен-ламой никаких контактов не было. Есть мнение, что Энсапа был настоятелем в Дрепунге и Сэра.
Главным учеником Панчен-ламы был Санггье Еше, который стал основным продолжателем его учения. 
В 1566 году Энсапа скончался. Считается, что во время кремации его тела было много чудесных знамений, в том числе радуги и дождь из цветов, падающих с неба. Его останки были погребены в монастыре Энсa. Приблизительно в 1641 году его признали реинкарнацией Лобзанга Чокьи Гьялцена (1570—1662), которому был присвоен титул Панчен-ламы пятым Далай-ламой, Нгавангом Лобзангом Гьяцо (1617—1682). Лобсану Дондупу, таким образом, был посмертно присвоен титул третьего Панчен-ламы.
Полное собрание его сочинений (тиб.: gsung 'bum) состоит из двух томов, в частности, известны его комментарии к «Шести йог Наропы».